# Silene muslimii
Silene muslimii är en nejlikväxtart som beskrevs av Nikolai Vasilievich Pavlov. Silene muslimii ingår i släktet glimmar, och familjen nejlikväxter. Inga underarter finns listade i Catalogue of Life.